# Secretaria Estadual das Mulheres do Ceará
| Secretaria Estadual das Mulheres do Ceará                                                          |                                  |
| Av. Barão de Studart, 598 - Meireles, Fortaleza - CE CEP 60120-000 https://www.mulheres.ce.gov.br/ |                                  |
| Criação                                                                                            | 17 de fevereiro de 2023 (2 anos) |
| Atual secretária                                                                                   | Lia Gomes (PSB)                  |

A Secretaria Estadual das Mulheres do Ceará é um órgão vinculado a administração direta do governo do estado do Ceará implementado através da Lei 18.310/2023 com o objetivo de executar em âmbito estadual, a formulação, implementação, o acompanhamento e a avaliação de políticas públicas que possibilitam garantir os direitos humanos das mulheres, no âmbito das relações domésticas e familiares, no sentido de resguardá-las de toda forma de negligência, discriminação, exploração, violência, crueldade e opressão.

## Estrutura organizacional
A estrutura organizacional da secretaria é dividida em três secretarias executivas, que formam a gerência superior, sendo elas, Secretaria Executiva de Enfrentamento à Violência Contra a Mulher, Secretaria Executiva de Planejamento e Gestão Interna e Secretaria Executiva de Políticas Para Mulheres.
| Gerência Superior - Secretaria Estadual das Mulheres do Ceará     | Gerência Superior - Secretaria Estadual das Mulheres do Ceará |
|                                                                   | Titulares                                                     |
| ----------------------------------------------------------------- | ------------------------------------------------------------- |
| Secretaria Executiva de Enfrentamento à Violência Contra a Mulher | Julliana Albuquerque Marques Pereira                          |
| Secretaria Executiva de Planejamento e Gestão Interna             | Maria Esther Frota Cristino                                   |
| Secretaria Executiva de Políticas Para Mulheres                   | Liliane da Silveira Araújo (PT)                               |

## Titulares
| N.º | Secretária (o)                        | Imagem | Partido | Partido                              | Início do Mandato       | Fim do Mandato         | Governador             | Ref.  |
| --- | ------------------------------------- | ------ | ------- | ------------------------------------ | ----------------------- | ---------------------- | ---------------------- | ----- |
| 1.ª | Jade Romero                           |        |         | Movimento Democrático Brasileiro MDB | 17 de fevereiro de 2023 | 27 de dezembro de 2024 | Elmano de Freitas (PT) | [ 4 ] |
| -   | Liliane da Silveira Araújo (Interina) |        |         | Partido dos Trabalhadores PT         | 27 de dezembro de 2024  | 30 de janeiro de 2025  | Elmano de Freitas (PT) | [ 5 ] |
| 2.ª | Lia Gomes                             |        |         | Partido Socialista Brasileiro PSB    | 30 de janeiro de 2025   | atualidade             | Elmano de Freitas (PT) | [ 6 ] |

## Equipamentos

### Casa da Mulher Cearense
A Casa da Mulher Cearense é uma rede de proteção social voltada as mulheres do estado, inspiradas na Casa da Mulher Brasileira, as três Casas da Mulher Cearense, localizadas nos municípios de Juazeiro do Norte, Quixadá e Sobral, fornecem atendimento humanizado às mulheres em situação de violência. Também sob coordenação da Secretaria das Mulheres, as Casas dispõem de serviços especializados e integrados para atender diversas situações e auxiliar as mulheres na quebra do ciclo da violência.
As estruturas contam com equipes multidisciplinares compostas por mulheres que, através do acolhimento com assistentes sociais e psicólogas e do atendimento integrado com os órgãos da Justiça, promoção da autonomia econômica e casa de passagem, trazem novas perspectivas para as mulheres em situação de violência.
O espaço é dividido por blocos com setor administrativo, Delegacia de Defesa da Mulher, Tribunal de Justiça, atendimento psicossocial, Ministério Público, Defensoria Pública, apoio, auditório, pátio interno, brinquedoteca, refeitório, vestiários, depósito, estacionamentos e áreas de jardins e passeios.
Além dos órgãos de atendimento, as Casas oferecem cursos de capacitação profissional dentro da Promoção da Autonomia Econômica, alternativas de abrigamento temporário e espaço infantil para as crianças que estejam acompanhando as mães.

#### Novas Unidades
No dia 8 de março de 2023 a então secretária estadual das mulheres e vice-governadora Jade Romero (MDB) anunciou a construção de duas novas Casas da Mulher Cearense, uma em Tauá e outra em Crateús, beneficiando a população feminina das regiões dos Sertões de Crateús e do Sertão dos Inhamuns. O investimento somado das construções é de R$ 9,7 milhões segundo a secretaria, recursos oriundos do Tesouro do Estado.

## Iniciativas Governamentais

### Portal da Mulher
Em dezembro de 2024 a Secretaria Estadual das Mulheres do Ceará anunciou o lançamento de uma plataforma digital denominada Portal da Mulher, que conta com informações centralizadas e serviços para as mulheres cearenses, com foco em apoio, acessibilidade e novas oportunidades.
O portal, desenvolvido por mulheres, foi idealizado para facilitar o acesso a diversos recursos, utilizando a tecnologia como aliada. Nele, as mulheres encontram desde informações sobre políticas públicas voltadas para as cearenses até dicas de autocuidado e prevenção, passando por iniciativas de autonomia econômica e rede de acolhimento e proteção.
O Portal da Mulher ainda conta com o quiz “Como saber se estou sofrendo violência?”, criado para ajudar na identificação de sinais de violência física, emocional, sexual, psicológica ou financeira. além disso, oferece o suporte da MarIA, uma assistente virtual inteligente, desenvolvida para orientar as mulheres, responder a dúvidas frequentes sobre os serviços disponíveis no Ceará e auxiliar na navegação pela plataforma, garantindo acesso rápido e fácil às informações.